# Варпосі
Варпо́сі (рос. Варпоси, чув. Варпуç) — присілок у складі Чебоксарського району Чувашії, Росія. Входить до складу Вурман-Сюктерського сільського поселення.
Населення — 155 осіб (2010; 155 у 2002).
Національний склад:
- чуваші — 97 %

Стара назва — Варпось.